# Office de l'environnement de la Corse
Pour les articles homonymes, voir OEC.
L'Office de l'environnement de la Corse (OEC) est un établissement public de la collectivité territoriale de Corse, chargé d'assurer la protection, la mise en valeur, la gestion, l'animation et la promotion du patrimoine naturel de la Corse.
Il a été créé par l'article 57 de la loi du 13 mai 1991 portant statut de la collectivité territoriale de Corse,.

## Missions
Les missions de l'office sont la protection et la gestion des espaces et des équilibres naturels, des espèces végétales et animales, des milieux aquatiques et marins, la prévention contre les incendies, la lutte contre les pollutions et les nuisances, et la sensibilisation et l'éducation à l'environnement.
Le conservatoire botanique de Corse, qui est agréé conservatoire botanique national depuis 2008, constitue l'un de ses services.
L'office est par ailleurs chargé de la gestion du parc naturel régional.

## Composition
Le président de l'office est un conseiller exécutif, désigné par le président du conseil exécutif ; il s'agit de Guy Armanet.
Le directeur de l'office, qui en assure la gestion, est nommé sur proposition du président de l'office par un arrêté délibéré en conseil exécutif ; il s'agit de Jean-Michel Palazzi.
Le conseil d'administration de l'office est composé à titre majoritaire de représentants élus de l'Assemblée de Corse.

## Note
1. ↑  Cet article a ensuite été codifié à l'article L. 4424-18 du code général des collectivités territoriales[Légifrance 2] par la loi du 21 février 1996 relative à la partie législative de ce code[Légifrance 3] ; après quoi il a été modifié, complété, et transféré à l'article L. 4424-35[Légifrance 4] par la loi du 22 janvier 2002 relative à la Corse[Légifrance 5].